# Tel Azazijat
Tel Azazijat nebo v hebraizovaném tvaru Giv'at Azaz (hebrejsky: תל עזזיאת nebo גבעת עזז, arabsky: Tal Azazijat) je čedičový pahorek o nadmořské výšce cca 290 metrů v Izraeli, respektive na pomezí izraelského Chulského údolí a Golanských výšin okupovaných Izraelem od roku 1967. Na severozápadním úpatí ho obtéká řeka Banias.

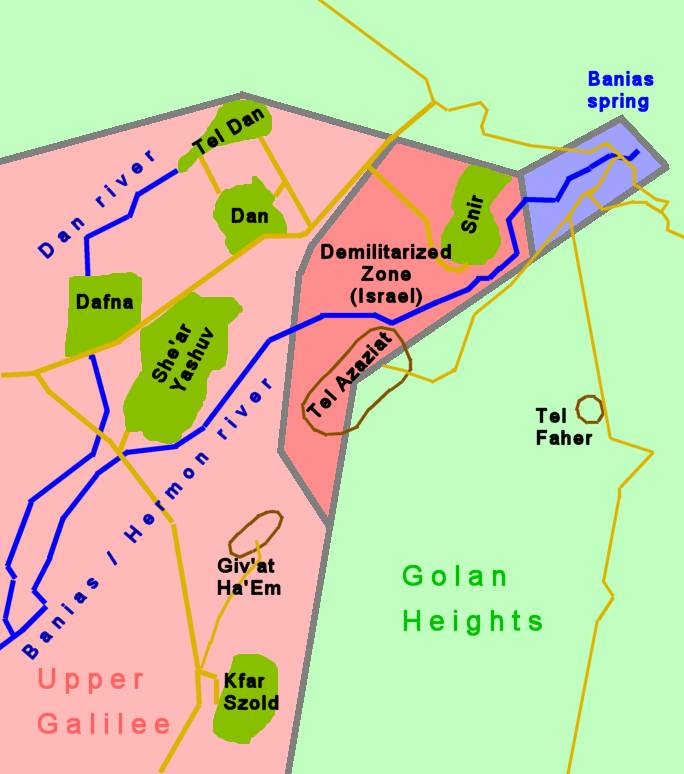
Mapa pomezí Chulského údolí a Golanských výšin podle stavu mezi roky 1949 a 1967

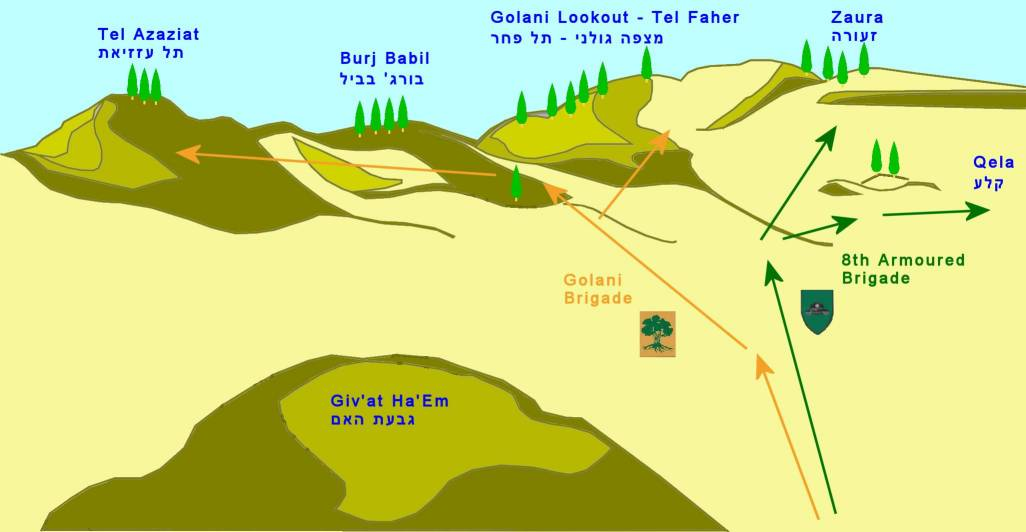
Schéma výhledu na bývalé syrské pozice z pahorku Giv'at ha-Em

Leží necelé 2 kilometry východně od vesnice Še'ar Jašuv a 3 kilometry severoseverovýchodně od obce Kfar Szold. Z jeho vrcholu se nachází výhled na celé Chulské údolí a zdejší zemědělské osady. Právě tato strategická poloha z něj učinila objekt zájmu Izraelců i Syřanů během války za nezávislost v roce 1948. Dočasně byl dobyt Izraelci, ale pak jej opět ovládly syrské jednotky. Podle dohod o příměří byl Tel Azazijat začleněn do demilitarizované zóny, jež oddělovala území kontroly Izraele a Sýrie. Syřané ovšem v této části demilitarizované zóny brzy obnovili svou faktickou kontrolu a využívali pahorek jako vojenský opěrný bod, z kterého opakovaně ostřelovali izraelské vesnice v údolí. Izraelci jim čelili ovládnutím pahorku Giv'at ha-Em nedaleko odtud a tato zóna se tak stávala častým místem vojenských konfrontací.
9. června 1967 během šestidenní války využili Izraelci návrší Giv'at ha-Em pro počáteční fázi útoku na Golanské výšiny, jehož výsledkem pak bylo dobytí Tel Azazijat, dalšího nedalekého syrského opěrného bodu Tel Facher a následně i celé náhorní plošiny a eliminace bezpečnostních rizik ze strany syrského dělostřelectva pro zemědělské vesnice v Chulském údolí. Dobytí Tel Azazijat prováděla Brigáda Golani.